# Lactarius quercuum
Lactarius quercuum é um fungo que pertence ao gênero de cogumelos Lactarius na ordem Russulales. Encontrado na Bolívia, foi descrito cientificamente pelo micologista alemão Rolf Singer em 1963.